# Maurice Leturgie
Maurice George Leturgie (Lilla, 8 novembre 1886 – Tourcoing, 24 novembre 1959) è stato un ciclista su strada e pistard francese, professionista dal 1906 al 1914. Nel 1907 divenne il primo vincitore del Grand Prix de l'Escaut.
Specialista delle corse del nord europa, ottenne numerosi successi in Francia e Belgio fu terzo al Giro del Belgio 1911 e alla Parigi-Roubaix del 1912.

## Palmarès
- 1905: (dilettanti)

Roubaix-Béthune-Tourcoing
- 1906

Hesdin-Saint Pol-Hesdin
- 1907

Grand Prix de l'Escaut
Heuseux-Bastogne-Heuseux
Parigi-Epernay
Parigi-Dourdan
Laeken
- 1908

Bierwart
La Hulpe
- 1911

Tour du Hainaut
Parigi-Honfleur

### Pista
- 1908

100km di Liegi

## Piazzamenti

### Grandi giri
- Tour de France

1911: ritirato alla 1ª tappa
1912: ritirato alla 5ª tappa
1913: ritirato alla 5ª tappa

### Classiche monumento
- Parigi-Roubaix

1906: 9º
1910: 20º
1911: 9º
1912: 3º
1914: 19º